# Bernard Lietaer
Bernard Lietaer (1942 Belgie – 4. února 2019) byl odborník na mezinárodní finance a peněžní systémy. Byl propagátorem myšlenky, že místní společenství mohou mít užitek ze zavedení své vlastní měny, která je jako komplementární měna v oběhu společně s národní měnou.
Během svého působení v Národní bance Belgie se Lietaer podílel na projektování a zavádění evropské měnové jednotky ECU, předchůdce eura.
Lietaer žil v Boulderu, Kalifornii a učil na Marpově centru pro obchod a ekonomii na Naropově univerzitě (Marpa Center for Business and Economics at Naropa University).

## Budoucnost peněz
Lietaer je autorem knihy „Budoucnost peněz“, která byla publikována i v českém jazyce (ISBN 80-968603-3-X). Hlavní myšlenkou zhruba 300stránkové knihy je právo na existenci doplňkové měny. Lietaer shrnuje její historii, detailně rozebírá její klady pro společnost. Obhajuje, že doplňková měna doplňuje spíše než konkuruje měně národní a vyzdvihuje ty její funkce, ve kterých národní měna selhává. Budoucnost peněz obsahuje i přehled z několika oblastí, kterých se hlavní téma dotýká (historické a náboženské aspekty peněz, informace, nezaměstnanost, demografický vývoj, konkurence verzus spolupráce, komunity, …) a s kterými se (podle autora) bude společnost potýkat v budoucnosti. Lietaer ukazuje i několik scénářů v závislosti na parametrech dnešních dominantních peněžních systémů a snaží se tak dokázat, že tyto jsou jednou z nejvíce určujících hybatelů společnosti.

## Citát
| „ | Dnes neexistují technicky platné důvody, proč bychom neměli mít platební systém, který by splňoval následující standardy – kdokoliv může poukázat platbu komukoliv, kdykoliv a v kterékoliv měně, za cenu několika centů za transakci, bez prodlení v clearingu, bez hor papírování, s okamžitým připsáním hodnoty, bez rozdílů v poplatcích podle měn, s úroky připsanými v reálném čase, se zárukou bezpečnosti a diskrétnosti. | “ |